# 云南蝇子草
云南蝇子草（学名：Silene yunnanensis）为石竹科蝇子草属的植物，为中国的特有植物。分布于中国大陆的云南等地，生长于海拔2400米至3900米的地区，常生于疏林下和农田旁，目前尚未由人工引种栽培。
其种加词 yunnanensis 意为“云南的”。